# Megachile tantilla
Megachile tantilla är en biart som beskrevs av Cockerell 1937. Megachile tantilla ingår i släktet tapetserarbin, och familjen buksamlarbin. Inga underarter finns listade i Catalogue of Life.